# Jean Parenti
Jean Parenti (Carmignano, XIIe siècle - Sardaigne, 1250) est un franciscain italien de la première génération, compagnon de François d'Assise et son successeur dans le gouvernement de l'Ordre.

## Sa vie
Juriste de formation il exerce la profession de juge à Civita Castellana avant de tout abandonner en 1219 pour suivre François d'Assise dont il a fait la rencontre en 1211 à Florence. Homme de confiance de François il est envoyé en Espagne, où il fonde le premier couvent de l'Ordre près de Saragosse et organisa la mission sur place. Il était encore responsable de la province d'Espagne, lorsqu'au chapitre d'Assise (30 mai 1227) il est élu à la tête de l'ordre des Frères Mineurs, comme premier successeur de saint François, décédé en octobre 1226
En tant que supérieur il œuvre à la consolidation et à l'unité de l'Ordre. Il obtient le soutien du pape Grégoire IX qui, dans une bulle de 1230, clarifie pour les Franciscains ce que doit être la vie franciscaine (vie en couvent, pauvreté absolue pour les individus mais non pour les couvents). Le pape témoignant de sa confiance en lui eut recours à ses services pour des missions de paix et réconciliation à Rome et à Florence.
Sa conception littérale de la pauvreté lui vaut néanmoins l'hostilité de beaucoup dans son Ordre au point qu'il est contraint de démissionner en 1230, Élie de Cortone lui succédant. Dans la dernière période de sa vie, il prêche en Corse et en Sardaigne et meurt au couvent de Monte Rasu en Sardaigne (d'autres sources parlent de la Corse) aujourd'hui situé dans la commune de Bottidda.

## Son œuvre
À Jean Parenti est attribuée une œuvre poétique et allégorique sur François, œuvre écrite en latin et intitulée Sacrum commercium sancti Francisci cum domina Paupertate (Le mariage mystique de saint François avec Dame Pauvreté).